# Liber certarum historiarum
‎Liber certarum historiarum (dobesedno slovensko Knjiga resničnih zgodb) je zgodovinopisno delo, ki ga je leta 1343 napisal vetrinjski opat Janez II. Vetrinjski.
To delo opisuje zgodovino avstrijske Koroške med letoma 1231 in 1341. Za zgodnje obdobje je uporabil vire drugih avtorjev. V knjigi predvsem opisuje takratno politično, versko in kulturno življenje. To delo velja za najpomembnejši vir o tem zgodovinskem obdobju.
Poglavje »De inthronizacione ducis Meynhardi et cosuetudine Karinthianorum« opisuje ustoličevanje koroškega vojvoda.